# リチャー・シャルマ
リチャー・シャルマ（Richa Sharma、1964年8月6日 - 1996年12月10日）は、インドのボリウッドで活動した女優。

## 生涯

### キャリア
リチャーはデーヴ・アーナンドの元を訪れて次回作のヒロインに起用して欲しいと依頼した。デーヴは年齢が若過ぎることを理由に起用を見送るが、適齢期になった時にはヒロインに起用することを約束した。彼は約束を守り、1985年に『Hum Naujawan』で彼女をヒロインに起用している。続けて1986年に『Anubhav』『Insaaf Ki Awaaz』、1987年には『Sadak Chhap』『Aag Hi Aag』に出演した。

### 死去
1987年にニューヨークでボリウッド俳優のサンジャイ・ダットと結婚し、娘トリシャラを出産した。しかし、結婚後2年以内に脳腫瘍が見つかり、1996年にニューヨーク市内の両親の自宅で死去した。